# Modong (Tulangan)
Modong is een bestuurslaag in het regentschap Sidoarjo van de provincie Oost-Java, Indonesië. Modong telt 3545 inwoners (volkstelling 2010).